# Slavoia darevskii
La slavoia (Slavoia darevskii) è un rettile estinto appartenente agli squamati. Visse nel Cretacico superiore (Santoniano - Campaniano, circa 82 - 75 milioni di anni fa) e i suoi resti fossili sono stati ritrovati in Asia (Mongolia e Kazakistan). 

## Descrizione
Questo animale è noto grazie a diversi esemplari, per la maggior parte costituiti da crani e scheletri incompleti, ed è quindi stato possibile ricostruirne l'aspetto. Slavoia era caratterizzata da un cranio dalla struttura molto compatta. Le orbite erano piccole, il foro parietale era piccolo o inesistente. I denti, pleurodonti, erano robusti. La premascella era dotata di cinque denti, la mascella e la mandibola invece ne avevano sette od otto. L'osso lacrimale era fortemente ridotto. Erano presenti 26 vertebre presacrali, dotate di un centro vertebrale cavo anteriormente (procelo). 

## Classificazione
Slavoia darevskii venne descritto per la prima volta nel 1984, sulla base di diversi esemplari. I fossili provengono dalle formazioni Barun Goyot e Djadochta in Mongolia (risalenti al Campaniano) e dalla formazione Bostobe in Kazakistan, che potrebbe risalire al Santoniano.  
La posizione filogenetica di Slavoia è incerta. Solitamente è classificata tra gli scincomorfi; uno studio (Alifanov, 1993) ha indicato che potrebbe far parte di una famiglia (Slavoiidae) insieme con il genere Eoxanta nell'ambito degli scincomorfi, ma altri studi (Gao e Norell, 2000) dissentono da questa classificazione. Ulteriori analisi (Kearney, 2003) suggeriscono parentele strette con Adamisaurus, un'altra lucertola del Cretaceo superiore dell'Asia orientale, e con le famiglie Lacertidae e Teiidae. Infine, Conrad (2008) indica ancora una volta una stretta parentela con Scincidae e Amphisbaenidae. 
Ricerche più recenti hanno indicato che Slavoia potrebbe essere alla base del gruppo degli anfisbenidi, attualmente rappresentati da forme prive di arti o quasi. Tra le caratteristiche uniche che Slavoia condivide con gli anfisbenidi, le più significative sono la presenza di vomeri fortemente sovrapposti ai palatini e il ramo quadrato dello pterigoide fermamente avvolto attorno alla superficie posteromediale del quadrato. L'anatomia di Slavoia indica che l'irrobustimento del muso nell'evoluzione degli anfisbeni ha preceduto l'allungamento del corpo e della parte postorbitale del cranio, così come la modificazione delle zampe. La riduzione delle zampe posteriori di Slavoia era più avanzata di quella delle zampe anteriori. L'antica età geologica dell'asiatico Slavoia suggerisce che la diversificazione dei principali gruppi di anfisbeni nordamericani potrebbe essere il risultato di dispersioni faunistiche dall'Asia dopo il Cretaceo superiore (Tałanda, 2016).

## Paleoecologia
La struttura del cranio di Slavoia indica che questo animale potrebbe aver avuto uno stile di vita sotterraneo; Slavoia potrebbe aver scavato cunicoli aiutandosi con la testa. È probabile che questa lucertola si nutrisse di invertebrati che trovava nella terra.